# 印度独立宣言

1931年开始采用的国旗，该旗帜在“二战”期间被自由印度临时政府一直作为印度国旗使用

印度独立宣言（Purna Swaraj、Declaration of the Independence of India）由印度国大党于1930年1月26日发布的宣言，围绕脱离英帝国实现印度独立的问题，国大党与民族主义分子之间出现了激烈的争斗，宣言的发布旨在平息双方的的争吵。关于印度的独立问题，早在1929年的12月31日，国大党主席圣雄甘地在拉合尔升起了象征独立和主权的第一面印度国旗。国大党要求印度国民将每年的1月26日作为印度的独立日，自此作为印度独立和团结的象征，国大党成员、民族主义分子和社会公众将国旗传遍印度各地。
1947年印度独立，8月15日的权力移交日成为印度独立日，随着印度共和国第一部宪法的诞生，并宣布新宪法于1950年的1月26日起开始生效，同时选择这一天就是纪念1930年发布《印度独立宣言》的日子。